# Consulado Geral do Reino Unido em Boston
O Consulado Geral Britânico em Boston é um posto avançado da missão diplomática britânica nos Estados Unidos, servindo os seis estados da Nova Inglaterra . Originalmente sediado em Boston, o Consulado moderno mudou-se para o outro lado do Rio Charles para o distrito de inovação de Kendall Square, junto ao Instituto de Tecnologia de Massachusetts .  O Consulado foi fundado em 1817 e é um dos escritórios diplomáticos mais antigos dos Estados Unidos.  O atual Cônsul Geral é o Dr. Peter Abbott OBE. 

## História
Assim como os seus congéneres nos Estados Unidos, o Consulado serve como posto avançado regional para a Embaixada Britânica localizada em Washington, DC. O escritório de Boston foi aberto durante o restabelecimento das relações diplomáticas normais entre os EUA e o Reino Unido depois da Guerra de 1812 .  Foi incumbido de administrar cidadãos e interesses britânicos nas antigas colônias da Nova Inglaterra, sendo promovido de Consulado padrão a Cônsul-Geral em 1904. Antes de se mudar para Cambridge, ocupou escritórios em todo o centro de Boston, incluindo a Prudential Tower, 220 Clarendon Street, e o Federal Reserve Bank de Boston .

## Estrutura
As operações quotidianas no Consulado são divididas entre o pessoal que trabalha no Ministério das Relações Exteriores do Reino Unido e o pessoal que serve no Departamento de Comércio Internacional . A equipe do Foreign Office cobre relações com a imprensa, da informação política, assuntos culturais, serviços consulares, divulgação científica e consultoria acadêmica. A equipe de Comércio Internacional gere as relações comerciais e o desenvolvimento de negócios para empresas da Nova Inglaterra que expandem as  suas operações para o Reino Unido e empresas britânicas que expandem as suas operações para a Nova Inglaterra. 

## Liderança
O Consulado-Geral é gerenciado por um Cônsul Geral nomeado pelo Ministério das Relações Exteriores para representar o Governo do Reino Unido . O Consulado e o seu cônsul respondem, em última instância, perante a Embaixada Britânica em Washington e o Embaixador Britânico nos Estados Unidos . 
Peter Abbott é membro do Serviço Diplomático de Sua Majestade desde 2005. Antes de se tornar Cônsul Geral Britânico na Nova Inglaterra em 2020, foi Conselheiro no Alto Comissariado Britânico na capital do Paquistão, Islamabad, sob a supervisão operacional da maior missão da rede diplomática ultramarina do Reino Unido.
No principio de sua carreira, Peter foi secretário particular do embaixador Sir Nigel Sheinwald, no período de 2008 a 2010.